# Roberta
För andra betydelser, se Roberta (olika betydelser).

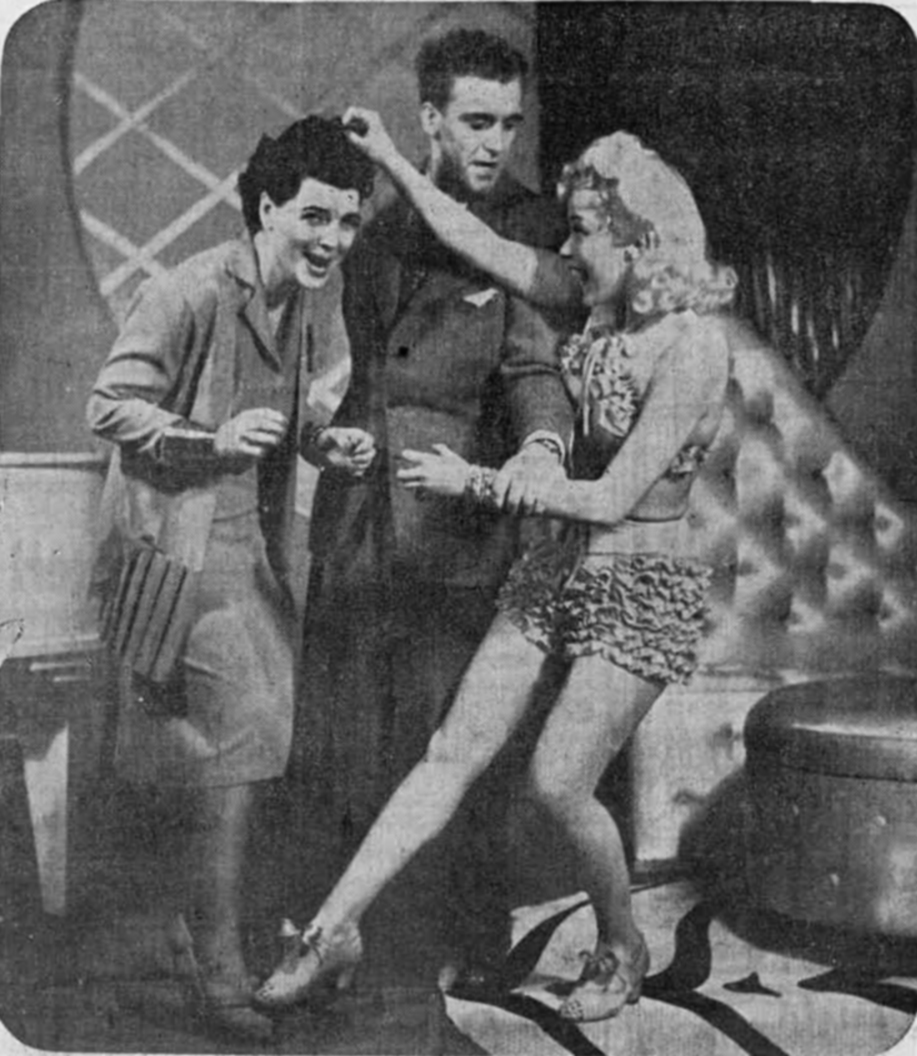
Margit Manstad, Gösta Kjellertz och Annalisa Ericson på Oscarsteatern 1943.

Roberta är en amerikansk musikal från 1933 med musik av Jerome Kern och text av Otto Harbach. Musikalen är baserad på romanen Gowns by Roberta av Alice Duer Miller. 
Här finner man bland andra melodierna "Yesterdays", "Smoke Gets in Your Eyes", "Let's Begin", "You're Devastating", "Something Had to Happen" och "The Touch of Your Hand". 
Den hade premiär 18 november 1933 på New Amsterdam Theatre i New York City med bland andra Bob Hope i rollen som Huckleberry Haines.

## Svenska uppsättningar
Roberta hade svensk premiär på Oscarsteatern 5 mars 1943 i regi av Leif Amble-Naess och med bland andra Gösta Kjellertz, Hjördis Petterson, Margit Manstad,  Nils Poppe och Annalisa Ericson i rollerna. Uppsättningen blev ett stort fiasko och lades ned redan 4 april. 

## Roller
- Billy Boyden, dansör
- John Kent, en footballsspelare
- Sophie Teale, hans fästmö
- Huckleberry Haines, en sångare
- Mrs. Teale, Sophies mor
- Faster Minnie/Roberta, modedesigner
- Stephanie, föreståndare på Roberta
- Angele, assistenten
- Lord Henry Delves, vän till Roberta
- Clementina Scherwenka, Mme Nunez, stjärnkund
- Ladislaw, dörrvakten
- Mme Grandet, sömmerskan
- Luella, mannekängen
- Marie, stylisten
- M. Leroux, advokaten
- Sidonie, pressaren

## Handling
Den unge footballspelaren John Kent slår upp förlovningen med sin fästmö Sophie Teal och bestämmer sig för att tillsammans med bästa kompisen Huckleberry Haines åka till Johns faster Minnie som har etablerat det framgångsrika modehuset Roberta i Paris. Strax efter ankomsten till Paris avlider Minnie och hon har testamenterat hela rörelsen till honom och assistenten Stephanie, som nu måste samarbeta för att upprätthålla modehusets framgångar. En blommande romans mellan John och Stephanie kommer nästan om intet när Sophie plötsligt dyker upp i Paris. John är medveten om att Sophie har flytt förr och kan göra det igen. Han friar till Stephanie och vid bröllopet får han veta att Stephanie i själva verket är en rysk furstinna.

## Musik

### Prologue
- Let's Begin – Billy och ensemblen
- Alpha, Beta, Pi – Huck, Billy, John och ensemblen
- You're Devastating – Huck
- Let's Begin – Billy, John, Huck och männen

### Akt 1
- You're Devastating – Stephanie
- Yesterdays – Faster Minnie
- Something's Got to Happen – Scharwenka, Huck och John
- Prose Recital – Huck
- The Touch of Your Hand – Stephanie och Ladislaw
- Scene and Pas de Seul – Sidonie, Marie, Mme Grandet och Luella
- The Showing at Roberta's – Mannekängerna
  - On The Beach
  - On The Avenue
  - Radiant (Suitable For Easter)
  - The Kick-Off (The Cocktail Dress)
  - A Day In The Country
  - Innocence Abroad
  - Chartreuse Green
  - Glamour
  - And So To Bed
  - Seventh Heaven
  - Devastating
  - Shadows Of Silver
  - The Bride's Soliloquy
- I'll Be Hard to Handle – Scharwenka

### Akt 2
- Hot Spot – Scharwenka
- Smoke Gets In Your Eyes – Stephanie
- Let's Begin – Huck och Stephanie
- Dance Finaletto – Billy och Sophie
- Something's Got to Happen – Scharwenka och John
- Let's Begin – Huck, John, Scharwenka och Lord Henry
- Roberta Emplyees' Entertainment – Huck och de anställda
  - Sewing Department Dance
  - Don't Ask Me Not to Sing
  - The Touch of Your Hand (reprise)
- Dressing Stephanie – Stephanie, Luella, Mme Grandet och Marie
- Finale – Ensemblen

## Filmatisering
Musikalen filmatiserades 1935 av RKO med Irene Dunne, Fred Astaire, Ginger Rogers och Randolph Scott i huvudrollerna.